# Capergnanica
Capergnanica – miejscowość i gmina we Włoszech, w regionie Lombardia, w prowincji Cremona.
Według danych na rok 2004 gminę zamieszkuje 1609 osób, 268,2 os./km².